# محمد ثروت (كاتب)
محمد ثروت (ولد في 20 أغسطس 1977) هو كاتبٌ وصحفيٌ مصري. قام بالعديد من الدراسات والأبحاث في التاريخ السياسي، كما وضع عددًا من المؤلفات.

## حياته
وُلد محمد ثروت في في 20 أغسطس/آب 1977. حصل على درجة البكالوريوس في آداب اللغة العربية من جامعة القاهرة عام 1997. عمل في العديد من الصحف المصريَّة والعربية والدوليَّة آخرها جريدة القدس العربي، كما عمل نائبًا لرئيس تحرير الموقع العربي لإذاعة هولندا العالميَّة. يعمل حاليًا رئيسًا لقسم الشؤون الدولية في جريدة اليوم السابع.
ألَّف عددً من المؤلفات، منها:
- «شاهد على عصر الرئيس محمد نجيب»، صدر عام 2002[3]
- «عصر الجمهوريات الملكية»، صدر عام 2003 (ردمك 9773390608)
- «الأوراق السرية لمحمد نجيب أول رئيس جمهورية في مصر»، صدر عام 2007[4] (ردمك 9789772365593)
- «أشرف مراون: الحقيقة والخيالي»، صدر عام 2007 (ردمك 9789772365852)
- «مفاهيم عصرية»، صدر عام 2007 (ردمك 9789773392154)
- «نازي في القاهرة»، صدر عام 2010[5]